# Scudo (moneta)
Scudo  (in francese écu, in spagnolo ed in portoghese escudo) è il nome di alcuni tipi di moneta sia d'oro che d'argento. Fu così chiamato perché le prime recavano lo stemma nobiliare dell'autorità che le aveva emesse.
L'utilizzo del nome si diffuse al di fuori dei confini francesi, in Italia, Austria-Ungheria, Savoia, Roma.

## Scudo d'oro
In Francia il primo écu d'or fu quello di Luigi IX. Ci furono, con peso e valore diversi,  poi quelli di Filippo VI (1337) e di Carlo VI. Valeva 3 livre e fu in uso fino all'introduzione del Luigi d'oro nel 1640.

## Scudo d'argento
Con questo nome venivano generalmente indicate monete di grande modulo (Piastre, Ducatoni, Talleri, ecc).
In Francia dal 1642 si cominciò a battere una moneta d'argento di grande modulo da circa 25 grammi con questo nome. Con l'introduzione del Franco decimale, lo scudo fu valutato 5 franchi.

## Scudi in Italia

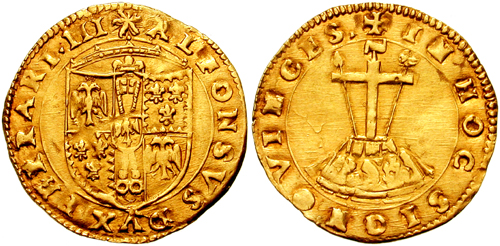
Scudo d'oro dei Duchi di Ferrara. Alfonso I d'Este. 1505-1534.

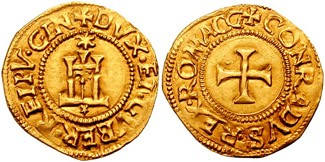
Italia, Genova. Dogi Bienniali. 1528-1541.

In Italia furono battuti scudi da moltissime zecche, tra cui:

Acaia, Asti, Benevello, Brescello, Cagliari, Camerino, Carmagnola, Casale, Castro, Cisterna, Correggio, Cremona, Desana, Ferrara, Firenze, Frinco, Genova, Guastalla, Gubbio, Lucca, Mantova, Massa di Lunigiana, Massa Lombarda, Messerano, Messina, Milano, Mirandola, Modena, Montalcino, Montanaro, Musso, Napoli, Novara, Parma, Passerano, Pesaro, Piacenza, Pomponesco, Reggio Emilia, Sabbioneta, Sardegna, Siena, Soragna, Urbino, Venezia, Vercelli, Stato Pontificio

## Ultimi scudi
A partire dal Settecento il termine scudo veniva utilizzato per monete d'argento di grosso modulo che riportavano le insegne del sovrano o autorità emittente. 
Con l'avvento del sistema decimale nella monetazione dell'Ottocento il termine scudo venne utilizzato per la moneta da 5 lire in argento 900 per 25 grammi di peso. Monete di questo modulo sono rimaste in uso fino alla prima guerra mondiale.
Furono emessi scudi fino al XIX secolo.

## Escudo
L'escudo portoghese è stata la valuta del Portogallo prima dell'introduzione dell'euro.
È anche il nome della valuta attuale del Cabo Verde (in Africa) (sigla CVE) legata con tasso fisso all'euro.
Era il nome di diverse valute in Mozambico, Angola, Cile, Guinea-Bissau, Timor Est ed altre.